# Lycée Français de Caracas
O Lycée Français de Caracas (em castelhano:  Colegio Francia Caracas, em português:  Liceu francês de Caracas) é uma escola internacional localizada em Campo Claro, Caracas. O liceu foi inaugurado em 15 de setembro de 1952. A escola confere o bacharelato, o certificado de aptidão profissional (CAP) e o de estudos profissionais (BEP).